# 44-й квартал (Кривой Рог)
44-й квартал — жилой массив в Покровском районе города Кривой Рог Днепропетровской области.

## История
Заложен в середине 1950-х годов из-за строительства Центрального ГОКа.
Развитие получил в 1960—1970-х годах.

## Характеристика
Жилой массив на севере Покровского района на левом берегу реки Саксагань.
Имеет 7 улиц, на которых проживает 12 тысяч человек.
Размещены гостиница «Центральная», городская больница № 16, стоматологическая поликлиника № 3, церковь христианской веры евангельской «Вефиль», Свято-Ильинский храм, Крэсовское водохранилище, дворец спорта «Молодость».
В 1960-х годах заложен сквер, площадью 0,7 га. Оборудован местами отдыха, пешеходными дорожками. В Шахтёрском парке расположена братская могила 867-и советских воинов.